# Philip Stainton
Philip Stainton (* 9. April 1908 in Kings Norton, Worcestershire, England; † 1. August 1961 in Melbourne, Australien) war ein britischer Schauspieler.

## Leben
Stainton begann seine Schauspielkarriere in der Zeit vor dem Zweiten Weltkrieg beim Repertoiretheater. Erst mit fast 40 Jahren erfolgte 1947 sein Debüt als Kinoschauspieler, in der Folge konnte er sich aber schnell als Nebendarsteller etablieren. Der korpulente, schnauzbärtige Schauspieler verkörperte besonders häufig Polizisten, darunter in der Schwarzen Komödie Ladykillers und in dem Kriegsfilm Allen Gewalten zum Trotz. Stainton hatte auch Rollen in amerikanischen Filmproduktionen, darunter in den John-Ford-Filmen Der Sieger und Mogambo sowie in John Hustons Moby Dick
Seine letzten Kinofilme datieren auf das Jahr 1956, im Anschluss verlegte Stainton seinen Lebensmittelpunkt nach Australien. Dort spielte er viel Theater und war von 1957 bis 1959 einer der Hauptdarsteller von Take That, die als eine der ersten australischen Fernsehserien gilt. Anfang der 1960er-Jahre war er Produzent, Autor und Mitschauspieler einer Bühnenversion des Romans East Lynne. Das Theaterstück war ein Erfolg; Stainton erlitt aber während der 423. Aufführung von East Lynne in Melbourne einen Herzinfarkt. Er starb im Alter von 53 Jahren in den Armen seiner Frau Betty Bailey-Stanton, die ebenfalls an dem Stück mitwirkte.

## Filmografie (Auswahl)
- 1946: Quartet (Fernsehfilm)
- 1947: Eyes That Kill
- 1948: Scotts letzte Fahrt (Scott of the Antarctic)
- 1949: Die blaue Lagune (The Blue Lagoon)
- 1949: Blockade in London (Passport to Pimlico)
- 1949: Die Tingeltangelgräfin (Trottie True)
- 1949: Das dunkelrote Siegel (The Elusive Pimpernel)
- 1949: Der Meisterdieb von Paris (The Spider and the Fly)
- 1949: Boys in Brown
- 1951: Weiße Korridore (White Corridors)
- 1951: Appointment with Venus
- 1952: Der Sieger (The Quiet Man)
- 1952: Mandy
- 1952: Monsun (Monsoon)
- 1952: Muß das sein, Fräulein? (Made in Heaven)
- 1953: Innocents in Paris
- 1953: Mogambo
- 1954: Herr im Haus bin ich (Hobson’s Choice)
- 1954: Verbotene Fracht (Forbidden Cargo)
- 1955: Verliebt in eine Königin (John and Julie)
- 1955: Dämon der Frauen (Cast a Dark Shadow)
- 1955: Ladykillers (The Ladykillers)
- 1956: Moby Dick
- 1956: Allen Gewalten zum Trotz (Reach for the Sky)
- 1957–1959: Take That (Fernsehserie, 66 Folgen)
- 1959: Antony and Cleopatra (Fernsehfilm)
- 1962: The Coastwatchers (Fernsehfilm)